# 加藤栄 (鈴鹿市長)
加藤 栄（かとう さかえ、1927年〈昭和2年〉4月28日 - 2018年〈平成30年〉4月5日）は、日本の政治家。三重県鈴鹿市長（2期）。三重県議会議員（3期）。

## 来歴
三重県出身。1949年（昭和24年）三重農林専門学校（現・三重大学生物資源学部）卒。鈴鹿市役所に入り、経済部長などを経て、1983年（昭和58年）三重県議会議員選挙に鈴鹿市選挙区から自由民主党公認で立候補し当選する。3期務め、1993年（平成5年）5月から1994年（平成6年）5月まで第87代同副議長を務めた。
1995年（平成7年）の鈴鹿市長選挙に立候補し、現職を破って当選する。

### 1999年鈴鹿市長選挙
1999年（平成11年）の選挙に立候補して、再選を果たした。
※当日有権者数：139,831人 最終投票率：70.27%（前回比： 2.85pts）
| 候補者名 | 年齢 | 所属党派 | 新旧別 | 得票数   | 得票率 | 推薦・支持 |
| -------- | ---- | -------- | ------ | -------- | ------ | ---------- |
| 加藤栄   | 71   | 無所属   | 現     | 57,556票 | 59.6%  | -          |
| 末松充生 | 54   | 無所属   | 新     | 38,947票 | 40.4%  | -          |

2003年（平成15年）の選挙には立候補しなかった。同年4月30日に引退した。2004年（平成16年）に旭日小綬章を受章する。2018年4月5日、敗血症のため死去、90歳。死没日をもって正五位に叙される。